# تيريزا هاينز
تيريزا هاينز (بالإنجليزية: Teresa Heinz Kerry؛ بالبرتغالية: Teresa Heinz Kerry) هي رائدة أعمال أمريكية وبرتغالية، ولدت في 5 أكتوبر 1938 في مابوتو في موزمبيق.

## وصلات خارجية
- تيريزا هاينز على موقع إن إن دي بي (الإنجليزية)